# Symmorphus nipteroides
Symmorphus nipteroides är en stekelart som beskrevs av Meg S. Cumming 1989. Symmorphus nipteroides ingår i släktet vedgetingar, och familjen Eumenidae. Inga underarter finns listade i Catalogue of Life.